# Kazbek Zankišijev
Kazbek Zankišijev (rusky Казбек Кубадиевич Занкишиев; 23. května 1992 Kabardsko-Balkarsko, Rusko – 2. března 2024) byl ruský zápasník–judista balkarské národnosti.

## Sportovní kariéra
S úpolovými sporty začínal v rodném balkarské selu Verchňaja Žemtala (Верхняя Жемтала) pod vedením svého otce Kubadi. V roce 2008 si ho na mistrovství Ruska dorostenců v sambu všiml trenér Andrej Savin a stáhl jej do tréninkového centra mládeže v Dmitrově. Od roku 2011 se připravoval v Ťumeni pod vedením Danila Voloviče. V ruské seniorské reprezentaci se pohyboval od roku 2012.
Zemřel ve spánku ve věku 31 let.

### Vítězství
- 2017 – 1× světový pohár (Tbilisi)

## Výsledky
| Olympijské hry     |    | —  |   |    |   | — |    |  |  |  |  |  |  |  |  |  |  |  |  |  |  |  |  |  |
| Mistrovství světa  | —  |    | — | —  | — |   | 7. |  |  |  |  |  |  |  |  |  |  |  |  |  |  |  |  |  |
| Evropské hry       |    |    |   |    | — |   |    |  |  |  |  |  |  |  |  |  |  |  |  |  |  |  |  |  |
| Mistrovství Evropy | —  | —  | — | —  | — | — | 3. |  |  |  |  |  |  |  |  |  |  |  |  |  |  |  |  |  |
| ME do 23 let       | —  | 5. | — | 1. |   |   |    |  |  |  |  |  |  |  |  |  |  |  |  |  |  |  |  |  |
| MS juniorů         | 1. |    |   |    |   |   |    |  |  |  |  |  |  |  |  |  |  |  |  |  |  |  |  |  |
| ME juniorů         | —  |    |   |    |   |   |    |  |  |  |  |  |  |  |  |  |  |  |  |  |  |  |  |  |